# 621 هـ
621 هـ هي سنة في التقويم الهجري امتدت مقابلةً في التقويم الميلادي بين سنتي 1224 و1225.

## مواليد
- شرف الدين اليونيني